# Come hai fatto
Come hai fatto è un singolo di Domenico Modugno pubblicato nel 1969.

## Descrizione
Il disco venne pubblicato con due diversi brani come Lato B, Simpatia e Tu si' 'na cosa grande, ma con lo stesso numero di catalogo.

## Tracce
Prima edizione
1. Come hai fatto (Domenico Modugno)
2. Simpatia (Domenico Modugno)

Seconda edizione
1. Come hai fatto (Domenico Modugno)
2. Tu si' 'na cosa grande (Domenico Modugno/Roberto Gigli)

## I brani
Come hai fatto
(Come hai fatto)
Il testo di Come hai fatto è firmato da Riccardo Pazzaglia, che in genere scriveva canzoni in napoletano; come ha raccontato Modugno, Come hai fatto era nata in origine appunto in napoletano:
La canzone, una delle più note del cantautore, racconta di un uomo innamorato perdutamente di una donna, e che non riesce mai a starle lontano. La canzone è stata anche incisa da Mina nel 2001 nel suo album-tributo al cantautore Sconcerto.
Simpatia
Simpatia, scritto interamente da Modugno, era il lato A del 45 giri precedente: Simpatia/Vecchio Frack uscito 20 giorni prima ed era passato abbastanza inosservato, al punto da essere riciclato come lato B.
Come ha raccontato lo stesso Modugno, la canzone era tratta dallo spettacolo Mi è caduta una ragazza nel piatto, del 1969, in cui Modugno aveva recitato insieme a Mimmo Craig, Paola Quattrini ed Enrica Bonaccorti.
Entrambi i brani sono poi stati inseriti in Tutto Modugno, e sono quindi stati ristampati in CD.
La RCA Italiana, contemporaneamente a questa edizione, pubblicò Come hai fatto con un altro lato B, Tu si na cosa grande, ma con lo stesso numero di catalogo.
Come hai fatto versione 45 giri del 1969 non è mai stata ristampata in cd, la versione che è in tutto modugno vol. 4 è simile ma non è la stessa. Poi esiste un'altra versione di 3'35" usata per lp 10468 del 1970. quest'ultima è uscita in cd nel doppio cd l'album di Domenico Modugno rca 1999 e anche in 2 cd esteri della bmg cilena intitolati como has hecho e la distancia es como el viento in cui sono cantati in due versioni sia in italiano che in castellano.